# 곽수종
곽수종(郭秀鐘, 1962년 ~ )은 대한민국의 경제학자이다.

## 생애
1991년부터 1996년까지 캔자스 대학교에서 금융경제학 박사 학위를 취득했다. 금융경제 중 선물과 옵션 등 파생상품 관련 논문으로 박사 학위를 취득하였다. 
1997년부터 1998년까지 선문대학교 국제경제학과 교수로 재직한 후, 1998년부터 미국 캔자스주의 기업 위원회에서 연구원으로 2005년까지 근무했다. 
2005년부터 2012년까지 삼성경제연구소 글로벌연구실 수석연구원을 지냈다. 이후 인천대학교 경제학과에 출강하였으며, 조지 메이슨 대학교 송도캠퍼스 경제학과에서 2019년 3월까지 강사와 조교수로 강의했다. 
2017년부터 2018년까지 YTN 라디오 《곽수종의 뉴스 정면승부》의 진행을 맡았다.

## 학력
- 1986년 연세대학교 경제학과 졸업
- 1996년 캔자스 대학교 대학원 경제학 석사·박사

## 경력
- 1997년 3월 ~ 1999년 9월 선문대학교 국제경제학과 교수
- 1998년 6월 ~ 2005년 7월 미국 캔자스주 기업 위원회 연구원(Managing Research Economist)
- 2005년 5월 ~ 2012년 2월 삼성경제연구소 글로벌연구실 수석연구원
- 2016년 9월 ~ 2019년 6월 조지 메이슨 대학교 송도캠퍼스 경제학과 강사및 조교수.
- 2020년 3월 ~ 2020년 4월 미래통합당 신종 코로나바이러스감염증(코로나19)에 대응하기 위한 비상경제대책위원회 금융·거시·고용 분과위원장

## 방송 진행
- 2012년 ~ 2013년 YTN 라디오 《곽수종의 생생경제》
- 2012년 ~ 2013년 MBN 《생방송 매일경제》
- 2017년 ~ 2018년 YTN 라디오 《곽수종의 뉴스 정면승부》
- 2023년 ~ 유튜브 《곽수종의 경제 담판》

## 저서
- 2007년 《FTA 후 한국》 ISBN 9788995617045
- 2009년 《경제독법》 ISBN 9788960601307
- 2010년 《경제 개념어 사전》 ISBN 9788960601666
- 2012년 《한국경제 판 새로 짜라》 ISBN 9788997222186
- 2012년 《세계경제 판이 바뀐다》 ISBN 9788997222209